# Paysage dans le brouillard
Pour plus de détails, voir Fiche technique et Distribution.
Paysage dans le brouillard (Τοπίο στην Ομίχλη (Topio stin omichli)) est un film grec réalisé par Theo Angelopoulos, sorti en 1988.

## Synopsis
Alexandre et Voula sont frère et sœur. Ils décident de quitter leur mère et leur pays à la recherche de leur père qui vit en Allemagne. Ils ne le connaissent pas et ne l'ont jamais vu.

## Fiche technique
- Titre : Paysage dans le brouillard
- Titre original : Τοπίο στην Ομίχλη
- Réalisation : Theo Angelopoulos
- Scénario : Theo Angelopoulos, Tonino Guerra et Thanásis Valtinós
- Directeur de la photographie : Yorgos Arvanitis
- Décors : Mikes Karapireris
- Costumes : Anastasia Arseni
- Son : Marinos Athanassopoulos et Alain Contrault
- Montage : Giannis Tsitsopoulos
- Musique : Eléni Karaïndrou
- Production : Centre du cinéma grec, Paradis Films, Générale d'images, La Sept, ERT, Bascinematografica, Theo Angelopoulos
- Pays d'origine : Grèce
- Format : Couleurs - 1,33:1 - Mono - 35 mm
- Genre : Drame
- Durée : 127 minutes
- Date de sortie : 1988

## Distribution
- Michalis Zeke : Alexandre
- Tania Palaiologou : Voula
- Stratos Tzortzoglou (en) : Orestis
- Eva Kotamanidou
- Aliki Georgouli (el)

## Récompenses
- Lion d'argent et prix FIPRESCI à la Mostra de Venise 1988
- Prix du cinéma européen du meilleur film, Paris 1989